# Gustav Karsten
Gustav Karsten, född den 24 november 1820 i Berlin, död den 16 mars 1900 i Kiel, var en tysk fysiker, son till Carl Karsten, bror till Hermann Karsten. 
Karsten var 1848-1894 professor i fysik och mineralogi i Kiel och sedan 1859 därjämte chef för justeringsväsendet i Elbehertigdömena, vars av honom genomförda organisation tjänat som mönster för justeringsväsendet i hela Tyskland.
Karsten redigerade 1847-1853, i förening med Wilhelm von Beetz, Die Fortschritte der Physik och utgav sedan 1856 jämte andra fackmän Allgemeine Encyclopädie der Physik. 
1867-1872 var han ledamot av preussiska lantdagens andra kammare och 1878-1881 medlem av tyska riksdagen. 